# علم كراي كامشاتكا
علم كراي كامشاتكا أعتمد العلم في 17 فبراير 2010. يتكون العلم من شريطين أفقيين: الجزء العلوي أبيض، والجزء السفلي أزرق سماوي ويوجد في الجهة اليسرى شعار كراي كامتشاتكا الذي يتكون من ثلاثة براكين سوداء ذات قمم فضية مختلفة الحجم، مع لهب قرمزي يخرج من كل قمة محاط بدخان فضي. خلف البراكين، تظهر الشمس باللون القرمزي. حول الشمس زخرفة وطنية تتكون من مثلثات قرمزية وزرقاء محاطة بحواف فضية.